# تراموا وین
تراموا وین (آلمانی: Wiener Straßenbahn) سیستم تراموا در شهر وین، اتریش است.
این تراموا که در سال ۱۸۶۵ تأسیس شده دارای ۳۰ خط، ۱۰۷۱ ایستگاه و ۱۷۶٬۹ کیلومتر طول می‌باشد.